# Trikeraia hookeri
Trikeraia hookeri là một loài thực vật có hoa trong họ Hòa thảo. Loài này được (Stapf) Bor miêu tả khoa học đầu tiên năm 1954 publ. 1955.